# Maria z Kostrzewskich Wodzińska
Maria z Kostrzewskich Wodzińska (ur. 1868 w Warszawie, zm. 1938) – polska amazonka, prekursorka jeździectwa oraz nauczycielka jazdy konnej w damskim siodle. Działała na rzecz rozpropagowania i upowszechnienia tej dyscypliny sportu wśród kobiet.

## Życiorys
Była córką malarza, ilustratora, rysownika i karykaturzysty Franciszka Kostrzewskiego (1826-1911) i Lucyny z Żukowskich (zm. 1871). Od najmłodszych lat pobierała lekcje jazdy konnej i przejawiała talent w tym kierunku. Studiowała weterynarię i kowalstwo, dzięki czemu bardzo dobrze poznała ogół zagadnień związanych z końmi, m.in. ich zwyczaje i sposoby pielęgnacji. Organizowała zawody jeździeckie, zabawy konne, brała udział w konkursach jeździeckich oraz uczyła kobiety i dziewczęta jazdy konnej. Krytycznie odnosiła się do norm społecznych, ograniczających uprawianie przez kobiety sportu. Od 1890 jeździła w męskim siodle. W 1893 roku wydała książkę Amazonka – Podręcznik jazdy konnej dla dam, w której zachęcała kobiety do uprawiania sportu i jazdy konnej. W 1910 roku w jednym z numerów czasopisma „Wieś Ilustrowana” opublikowała artykuł zachęcający kobiety do jazdy konnej ze wskazówkami dotyczącymi zasad bezpieczeństwa i ubioru.
Jej mężem był Konrad Wodziński, absolwent europejskich szkół jeździeckich. Prowadził między innymi stadninę koni i był właścicielem ujeżdżalni, zwanej tatersalem, zlokalizowanej przy ulicy Litewskiej w Warszawie i prowadzonej wspólnie z żoną. Miała córkę Marię Zandbang, będącą również znaną amazonką.